# Kieseritzky (Adelsgeschlecht)

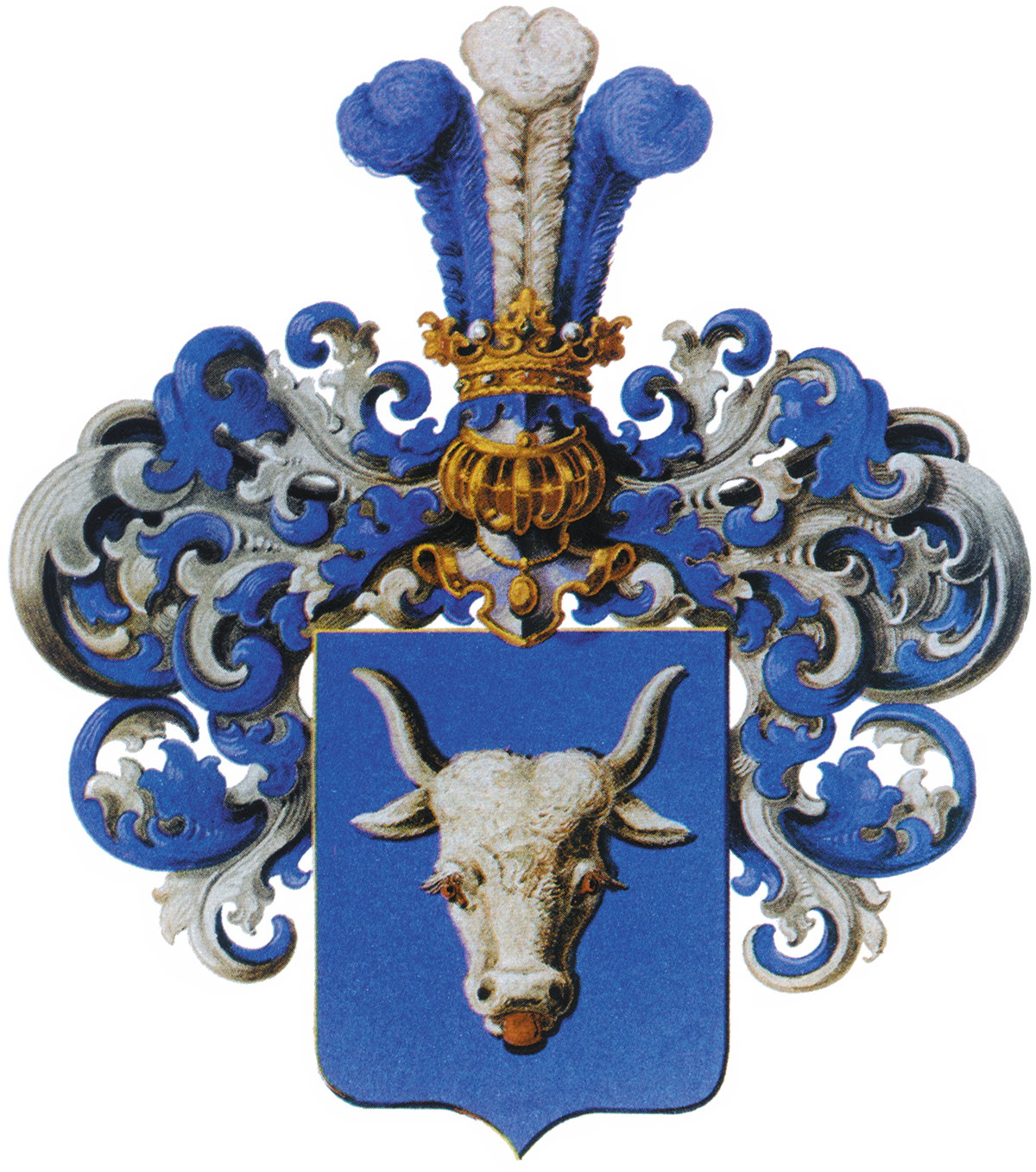
Wappen von Kieseritzky

Kieseritzky ist der Name eines deutsch-baltischen Adelsgeschlechts.

## Geschichte
Die Familie kam vermutlich im 17. Jahrhundert nach Livland. Eine Verbindung zum polnischen Uradelsgeschlecht Kizierycki oder zum wappengleichen sächsischen Adelsgeschlecht von Koseritz ist in Betracht gezogen worden, konnte aber nicht nachgewiesen werden. 1688 besaß Jürgen Kieseritzky ein Haus in Wolmar (Valmiera) in der Nähe des Rathauses. Seine drei Söhn Ludolph, Georg und Heinrich gelten als Stammväter der Linien des Geschlechts. Im 18. Jahrhundert waren sie meist als Gutsverwalter tätig. Otto Kieseritzky war der erste der Familie, der an der Kaiserlichen Universität Dorpat Rechtswissenschaft studierte.
Im 19. Jahrhundert waren viele Mitglieder der Familie im kaiserlich russischen Staatsdienst tätig. Der Kreisfiskal Georg (von) Kieseritzky (1821–1891) erhielt 1865 durch Ukas die Anerkennung des Dienstadels seines Familienzweigs. Ein weiterer Zweig war ab 1786 in Riga ansässig.
Während des Ersten Weltkriegs floh Sylvia von Kieseritzky, geb. Rosenthal, mit ihren Kindern nach Schweden. In Schweden gehört das Geschlecht zum nicht eingeführten Adel (Ointroducerad adel) und es sind bis heute Nachkommen ansässig, ebenso in Deutschland, den USA und Griechenland.

## Wappen
Das Wappen zeigt in Blau einen silbernen Büffelkopf. Auf dem Helm mit blau-silbernen Decken drei (blau-silber-blau) Straußenfedern.

## Namensträger
- Lionel Kieseritzky (1806–1853), deutschbaltischer Schachmeister
- Gangolf von Kieseritzky (1847–1904), deutschbaltischer Archäologe
- Polly Kieseritzky (1860–1919), deutschbaltische Pädagogin
- Ludwig Gerhard Kieseritzky (1869–1922), deutschbaltischer Arzt, Maler und Graphiker
- Gustav Kieseritzky (1893–1943), deutscher Marineoffizier
- Ingomar von Kieseritzky (1944–2019), deutscher Schriftsteller
- Wolther von Kieseritzky (* 1960), deutscher Historiker